# Discografie van Miranda Cosgrove

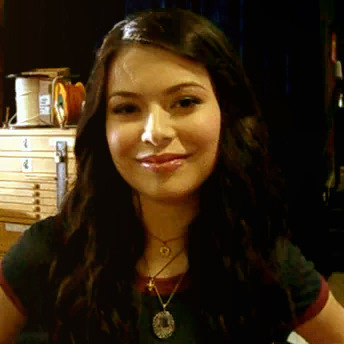
Miranda Cosgrove tijdens een fotoshoot in 2009

Dit is de discografie van Miranda Cosgrove, een Amerikaans popzangeres, bestaande uit één studioalbum, twee extended plays, vijf singles, twee soundtrackalbums en zeven videoclips. Cosgrove bracht haar eerste studioalbum, Sparks Fly, op 27 april 2010 uit. Er werden 36.000 stuks in de eerste week verkocht, waardoor het album de achtste positie in de Billboard 200 behaalde. De iCarly soundtrack werd uitgebracht op 10 juni 2008.

## Albums

### Studioalbums
| Jaar | Details                                                                            | Positie          | Positie    | Positie   | Positie | Positie     | Certificaties |
| Jaar | Details                                                                            | Verenigde Staten | Oostenrijk | Duitsland | Mexico  | Zwitserland | Certificaties |
| ---- | ---------------------------------------------------------------------------------- | ---------------- | ---------- | --------- | ------- | ----------- | ------------- |
| 2010 | Sparks Fly - Uitgebracht: 27 april 2010 - Formaten: cd, download - Label: Columbia | 8                | 46         | 96        | 84      | 35          |               |

### Extended plays
| Jaar | Details                                                                                  | Positie | Certificaties |
| Jaar | Details                                                                                  | US      | Certificaties |
| ---- | ---------------------------------------------------------------------------------------- | ------- | ------------- |
| 2009 | About You Now - Uitgebracht: 3 februari 2009 - Formaten: cd, download - Label: Columbia  | –       |               |
| 2011 | High Maintenance - Uitgebracht: 15 maart 2011 - Formaten: cd, download - Label: Columbia | 34      |               |

### Soundtracks
| Jaar | Details                                                                                               | Positie | Positie  | Positie | Certificaties |
| Jaar | Details                                                                                               | VS      | VS Sound | VS Kids | Certificaties |
| ---- | --- | ------- | -------- | ------- | ------------- |
| 2008 | iCarly - Uitgebracht: 10 juni 2008 - Formaten: cd, download - Label: Nickelodeon, Columbia            | 28      | 2        | 1       |               |
| 2012 | iSoundtrack II - Uitgebracht: 24 januari 2012 - Formaten: cd, download - Label: Nickelodeon, Columbia | —       | —        | —       |               |

## Singles
| Jaar | Details         | Positie          | Positie | Positie  | Positie    | Positie   | Positie       | Positie  | Certificaties | Album            |
| Jaar | Details         | Verenigde Staten | VS Pop  | VS Adult | Oostenrijk | Duitsland | Europa (IFPI) | Engeland | Certificaties | Album            |
| ---- | --------------- | ---------------- | ------- | -------- | ---------- | --------- | ------------- | -------- | ------------- | ---------------- |
| 2010 | "Kissin U"      | 54               | 19      | 38       | 51         | 67        | —             | 198      | - VS: Goud    | Sparks Fly       |
| 2010 | "Dancing Crazy" | 100              | 36      | —        | —          | —         | 77            | —        | —             | High Maintenance |

### Als 'featured artist'
| Jaar | Details                                                                  | Positie          | Positie            | Certificaties  |
| Jaar | Details                                                                  | Verenigde Staten | VS Holiday (Kerst) | Certificaties  |
| ---- | ------------------------------------------------------------------------ | ---------------- | ------------------ | -------------- |
| 2010 | "All I Want for Christmas Is You" (Big Time Rush feat. Miranda Cosgrove) | 113              | 9                  | Holiday Bundle |

### Soundtracksingles
| Jaar | Details                               | Positie          | Positie | Positie  | Album  |
| Jaar | Details                               | Verenigde Staten | VS Pop  | Engeland | Album  |
| ---- | ------------------------------------- | ---------------- | ------- | -------- | ------ |
| 2007 | "Leave It All To Me" (met Drake Bell) | 100              | 83      | —        | iCarly |
| 2008 | "Stay My Baby"                        | —                | —       |          | iCarly |
| 2008 | "About You Now"                       | 47               | —       | 79       | iCarly |

## Videoclips
| Year | Nummer                                                | Regie           |
| ---- | ----------------------------------------------------- | --------------- |
| 2007 | "Leave It All To Me"                                  | Dan Schneider   |
| 2008 | "Stay My Baby"                                        | Jesse Dylan     |
| 2009 | "About You Now"                                       | Billie Woodruff |
| 2009 | "Raining Sunshine"                                    | Chris Miller    |
| 2010 | "Kissin U"                                            | Alan Ferguson   |
| 2010 | "All I Want for Christmas Is You" (met Big Time Rush) | Billie Woodruff |
| 2011 | "Dancing Crazy"                                       | Kenneth Montas  |